# Милован, Иван
Иван Милован (хорв. Ivan Milovan, 22 сентября 1940, Светвинченат) — хорватский епископ, возглавший епархию Пореча и Пулы с 1997 по 2012 год.

## Биография
Родился 22 сентября 1940 года в общине Светвинченат (Истрия). После окончания гимназии в Пазине, продолжил обучение сначала в высшей теологической школе в Пазине, а затем с 1961 по 1964 год, на католическом богословском факультете Загребского университета. В 1965 году получил степень магистра богословия.
25 июля 1964 года рукоположен в священники. После рукоположения служил в приходах Пореча и Ровиня, с 1967 по 1970 год был префектом семинарии в Пазине, а затем вплоть до назначения епископом в 1997 году нёс пасторскую службу в Ровине.
18 ноября 1997 года назначен папой Иоанном Павлом II главой епархии Пореча и Пулы. 10 января 1998 года был рукоположен в епископы, главным консекратором был кардинал Йосип Бозанич.
Возглавлял епархию 15 лет, 14 июня 2012 года подал прошение об отставке и стал епископом-эмеритом. Его преемником на кафедре Пореча-Пулы стал Дражен Кутлеша. В 2014 году в епархии отмечалось 50-летие священнических обетов Ивана Милована.